# Endurance (sport mécanique)

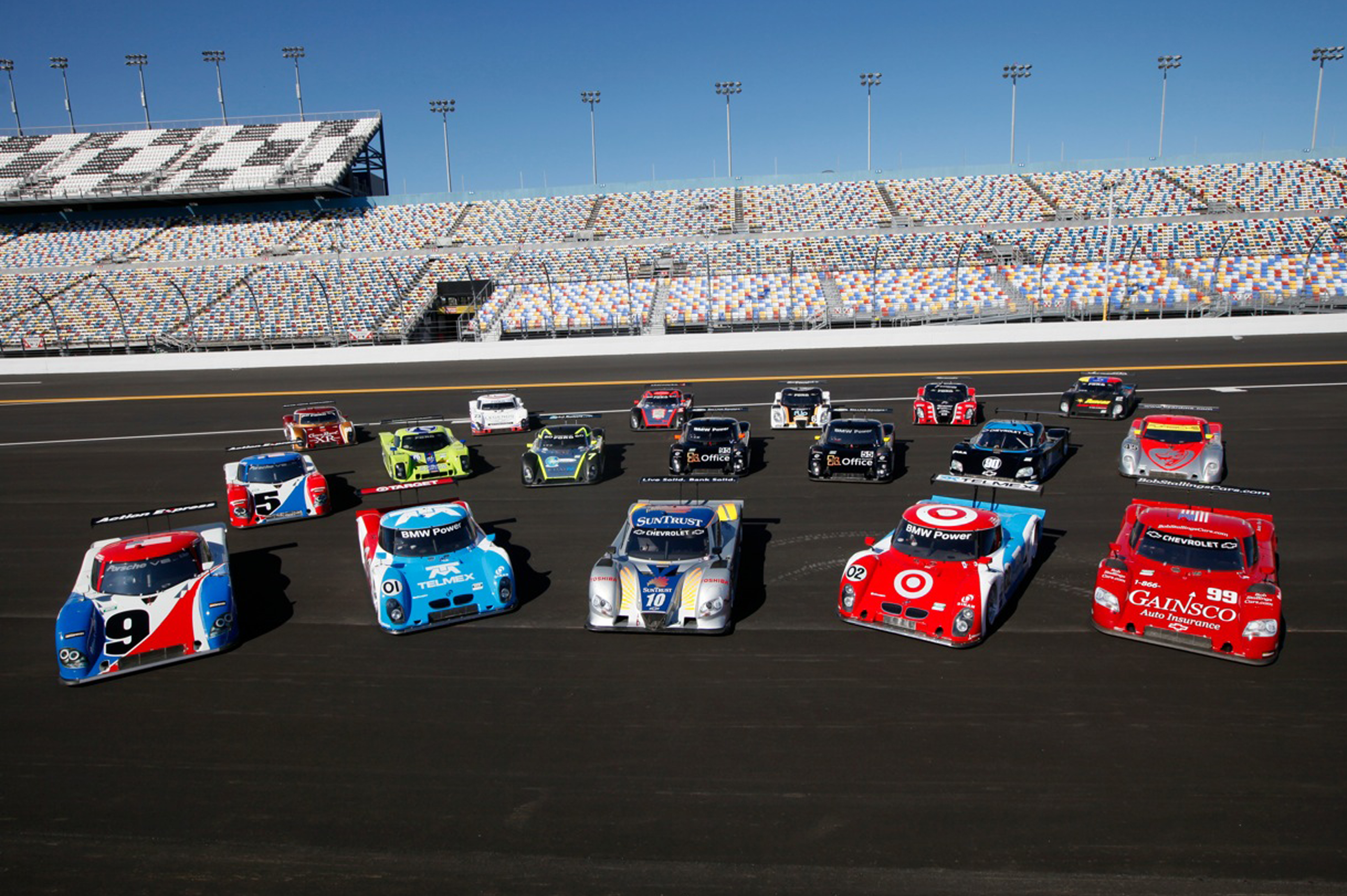
Le plateau 2011 des Daytona Prototypes.

Pour les articles homonymes, voir Endurance (homonymie).
L'endurance est une forme de compétition de sport automobile ou motocycliste destinée à tester la régularité des véhicules (durabilité de l'équipement et endurance des participants) dans un temps ou une distance donnée. Les épreuves d'endurance se distinguent des épreuves dites de « sprint », qui se tiennent sur des durées généralement inférieures à deux heures.
Les courses d'endurance sont à l'origine des compétitions en sports mécaniques, gage initialement de la fiabilité d'un constructeur (et de ses pneumatiques).

## Endurance automobile

### Historique

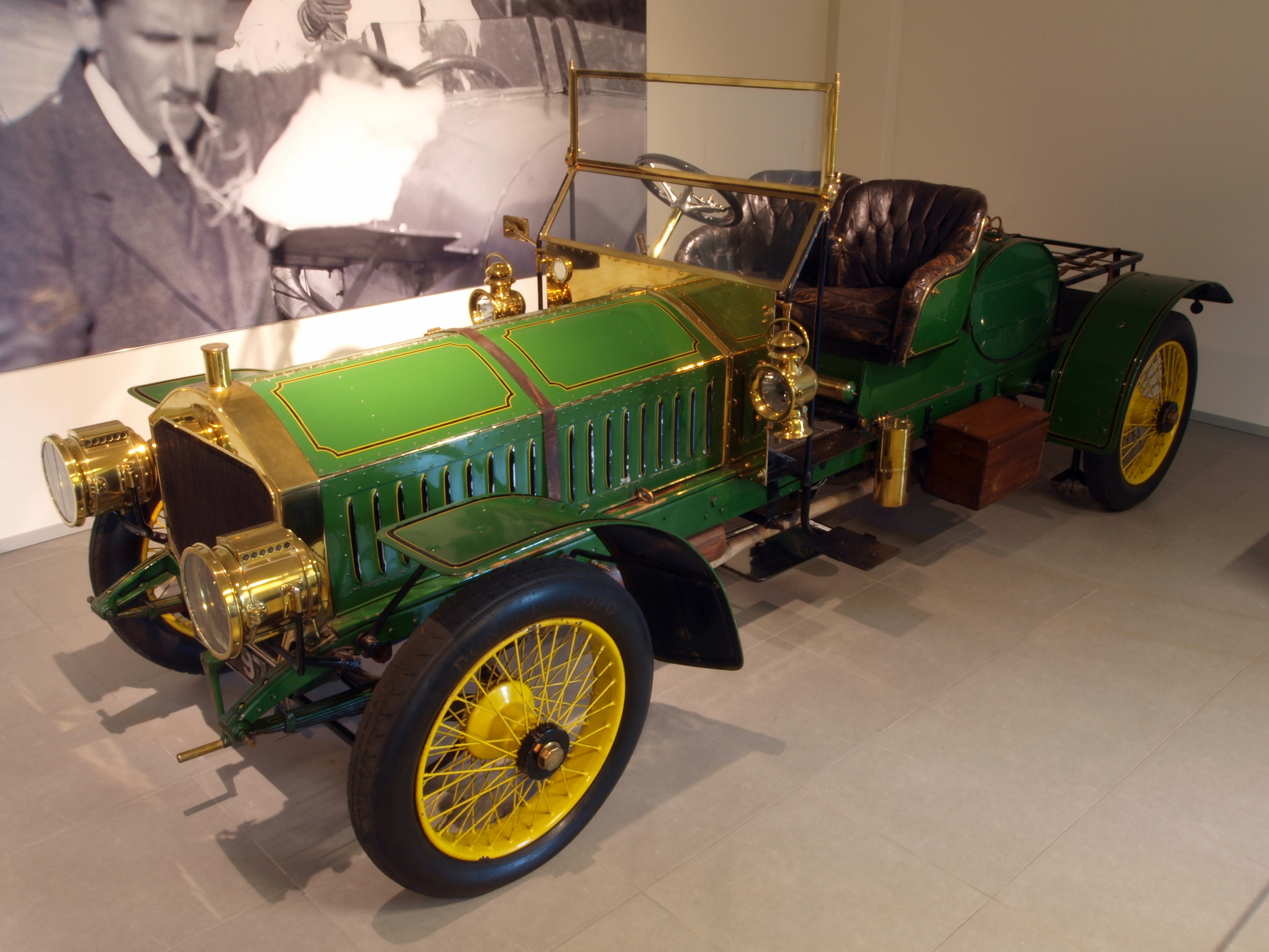
La Napier 60HP T21 du record du monde des 24 heures par S.F. Edge en 1907 (Louwman museum, Pays-Bas).

#### Les débuts
Les premières courses automobiles sont organisées sous la forme de raids de ville à ville, comme le Paris-Rouen en juillet 1894. En mai 1895 a lieu en Italie, le Turin-Asti-Turin, puis en juin le Paris-Bordeaux-Paris, et en novembre aux États-Unis les frères Frank et Charles Duryea remportent avec Arthur White le concours du Chicago Times-Herald, un aller-retour de 87 km de Chicago à Evanston en 8 h 23, sur une voiture de leur conception dans la neige,; l'année suivante J. Frank Duryea gagne encore le challenge du Cosmopolitan (NY), en 7 h 13 devant son frère. Puis la coupe automobile Gordon Bennett est l'un des premiers trophées décernés, à partir de 1900 : c'est un Prix international, disputé avec des équipes nationales. Ces courses se couraient sur des parcours routiers.
C'est aussi en 1900 que commence la Coppa Florio (vainqueur Alberto Franchetti, épreuve dépassant souvent les 500 kilomètres à partir de 1904), qui ne prendra ce nom qu'en 1905 avec son nouveau mécène, Vincenzo Florio. Organisée sur un circuit routier autour de Brescia, elle est ensuite coorganisée avec la Targa Florio (1906, dite « Tour de Sicile » en 1911 - vainqueur Giovanni Ernesto Ceirano - et 1912, alors de 1 000 kilomètres d'une seule traite), sur le circuit des Madonies à proximité de Palerme. Ces courses (longues et difficiles) étaient l'occasion de fiabiliser le matériel et d'améliorer les progrès techniques de l'industrie automobile naissante. En août 1904 le concepteur automobile de Packard Charles Schmitt conduit une 24HP sur 1 000 miles en 25 h 50.
Le second record du monde de distance sur 24 heures est établi le 6 mai 1905 par Charles Wridgway; il est battu le 24 juin de la même année par Guy Vaughn sur Decauville 40HP. Les 7 et 8 août 1904 à Grosse Pointe (MI), Charles Schmidt, Ed Roberts et S.D.Waldon parcourent 1 000 miles sur Peerless Grey Wolf en 29 h 53 min 37 s. Le record des 1 000 miles est égalisé puis amélioré à trois reprises en 1905, par Charles Wridgway (qui effectue le même temps que Schmitt en 1904), Guy Vaughn, et enfin Charles Merz et F.W. « Jap » Clemens à Indianapolis. La première course au monde d'une durée de 24 heures est organisée sur une piste ovale d'1 mile au Driving Park de Columbus (Ohio), les 3 et 4 juillet 1905 (vainqueur Charles Soules sur une Pope-Toledo, qui parcourt alors 1 333,3 km). Les 13 et 14 novembre de la même année « Jap » Clemens et Charlie Mertz gagnent sur l'ancien fairground d'Indianapolis avec une National (1 762 km réalisés en 24 heures). En 1906, le premier grand prix de l'ACF se courant sur deux jours à toutes les caractéristiques d'une course d'endurance pour un temps de plus de 14 heures et plus de 1200 km de parcouru. En 1907, pas moins de dix courses de 24 heures se disputent déjà aux États-Unis. Un nouveau record du monde spectaculaire sur 24 heures est établi en Angleterre au tout récent circuit de Brooklands (le premier spécifique au seul sport automobile) les 28 et 29 juin 1907, onze jours après son inauguration (en deux fois douze heures sur deux jours, avec voitures fermées et surveillées la nuit entre 20 h et 8 h). Le pilote S. F. Edge, qui avait engagé dans cet effort trois Napiers 60HP six (qui ont toutes terminé les 24 heures) a parcouru 2 569 km, à 107,25 km/h de moyenne,. Faute de réglementation, les premières courses organisées sur ce circuit empruntent les règles des courses hippiques (George Duller était un ancien jockey), et laissent dans le vocabulaire automobile des mots comme paddock. Aux États-Unis, quatre courses internationales successives de 24 heures sont organisées, fin mai, deux fois fin juin, et au début juillet, pour l'année 1907, à Hamline (Minneapolis), Point Breeze (près de Philadelphie), Grosse Pointe, et Maxwelton (près de Saint-Louis (Missouri)), avec des Mercedes et des Darracq notamment pour les deuxième et troisième épreuve, la deuxième citée étant gagnée par Ralph Mulford, et la troisième par Bob Burman. Puis la même année en août Montague Roberts gagne les premières 24 Heures de Brighton Beach à Coney Island sur Thomas-Flyer 4-60. Le 7 septembre 1907, le Français expatrié Maurice Bernin et son compatriote Paul Lacroix remportent les 24 Heures de l'ovale en dur de Morris Park à New York avec une Renault 35/45CV, en une distance parcourue record de 1 736,5 km. Mulphord cette fois associé à Harry Cobe s'impose à son tour aux 24 Heures de Brighton Beach en septembre 1908 (George Robertson et Frank Lescault en novembre de la même année sur Simplex), puis en octobre 1909 avec Cyrus Patschke, encore deux fois sur Lozier,. Entretemps, George Robertson et Al Poole ont remporté une autre édition des 24 Heures de Brighton Beach sur Simplex 50HP le 31 juillet 1909, et, le 28 août de la même année, Louis Raffalovich (un Français de 29 ans d'origine russe, formé à la mécanique par l'atelier Renault, et lui aussi parti vivre à l'âge de 19 ans aux États-Unis) et son compatriote Charles Basle ont quant à eux gagné les 24 Heures de New York sur Renault 35CV surnommée « Agathe », en parcourant 1 690 km, toujours au Brighton Beach Motordrome, soit trois courses longues en trois mois sur New York. En 1910, la populaire épreuve de Brighton Beach organisée par la Motor Racing Association est reconduite en mai (vainqueurs Al Poole et Charles Basle sur Simplex) et une dernière fois en août (remportée par Al Poole -troisième victoire- et Cyrus Pastschke, sur une Stearns 30-60). Pendant onze années, de 1911 à 1921, plus aucune course de 24 heures (« grinds » pour les anglo-saxons, traduisible par « broyage »), n'est disputée à travers le monde.

#### Années 1920-1930

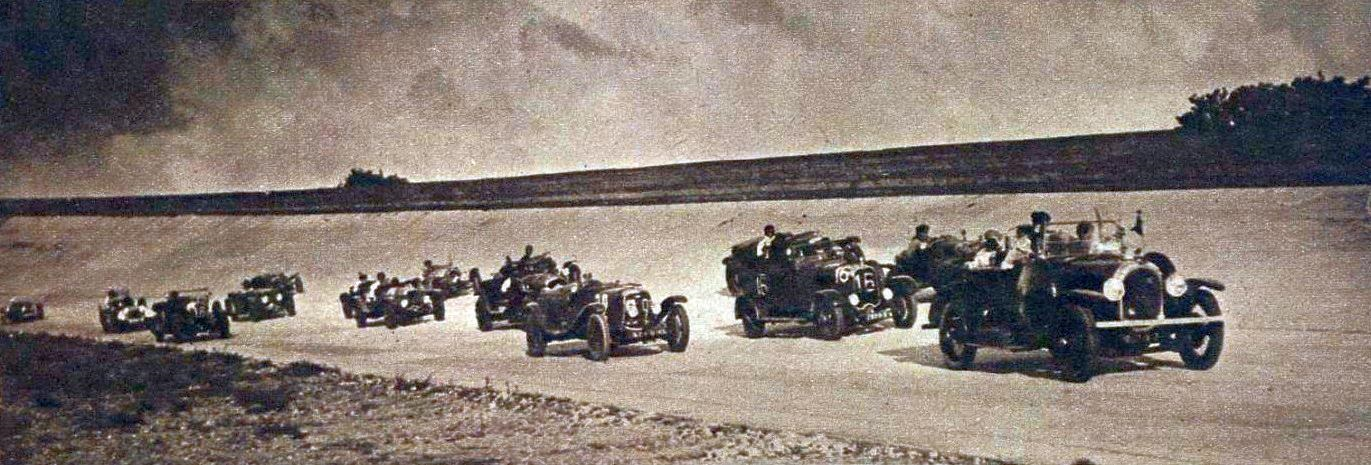
Départ des 24 heures de Montlhéry 1927.

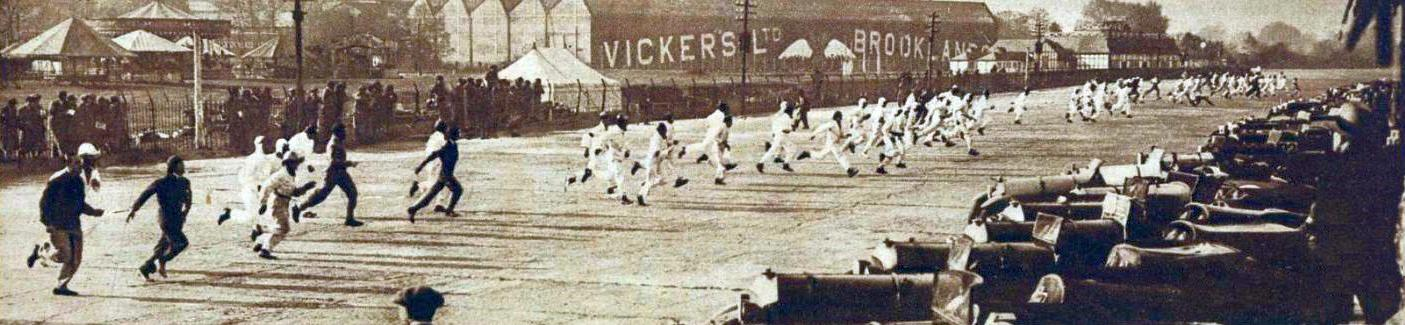
Départ des de Brooklands, en 1929.

La première édition des 24 Heures du Mans a lieu en 1923 (la même année que les 6 Heures des Routes Pavées, vainqueur Maurice Rost), celle des 24 Heures de Spa en 1924, celle des 12 Heures de Saint-Sébastien (ou GP de Guipúzcoa) en 1925 (quatre éditions jusqu'en 1929, premiers vainqueurs René de Buck et Pierre Decrose), celle, unique, des 600 kilomètres de la Coupe Boillot en 1926, celle -aussi unique- des 24 Heures de Monza (ou GP d'Italia) en 1926 (vainqueurs André Boillot et Luigi Tattini), celles des 6 Heures de Dijon en 1927 (vainqueur Raymond Leroy) et 1928 (vainqueur Robert Laly), celle des 6 Heures de Brooklands en 1927 -grâce au Essex Motor Club (premier vainqueur George Duller),- pour trois saisons,, cédant le pas aux 2x12 Heures de Brooklands entre 1929 (premier vainqueur Giulio Ramponi) et 1931, au mois de mai. En 1927 ont lieu également les premières Mille Miglia (1 618 km, vainqueurs Ferdinando Minoia et Giuseppe Morandi), et les 24 Heures de Paris sur l'autodrome de Linas-Montlhéry (1 247,2 km parcourus par les vainqueurs Frank Clement et George Duller, devenues les 12 Heures de Paris avant-guerre), puis en 1931 les 8 Heures d'Algérie, une édition unique remportée par René Dreyfus et Carlo Castelbarco, en 1934 une autre édition unique, celle des 8 Heures de Montlhéry (vainqueur Charles Balester), et en 1937 encore une autre épreuve isolée, cette fois celle des 12 Heures de Donington (vainqueurs le Prince Bira et Hector G. Dobbs). Auparavant dès 1922, un Bol d'or automobile de 24 heures pour voiturettes fut aussi organisé à Saint-Germain-en-Laye (5 100 km, premier vainqueur André Morel) annuellement jusqu'à la guerre, avant une reprise de type Sport à Montlhéry jusqu'en 1955 (Marcel Contet premier vainqueur en SportsCars, en 1939).
L'une des distances les plus communément usitées lors des compétitions d'endurance est celle de mille kilomètres (620 miles), soit environ six heures de course. Les distances supérieures se courent sur mille miles (1 600 kilomètres) ou une durée de douze ou vingt-quatre heures. Parfois une épreuve dite « Grand Prix de vitesse » peut aussi se dérouler comme une épreuve d'endurance, comme lors du troisième Grand Prix de Belgique 1931, disputé sur dix heures et 1 320,4 km, remporté par une T 51.

#### D'après-guerre à nos jours

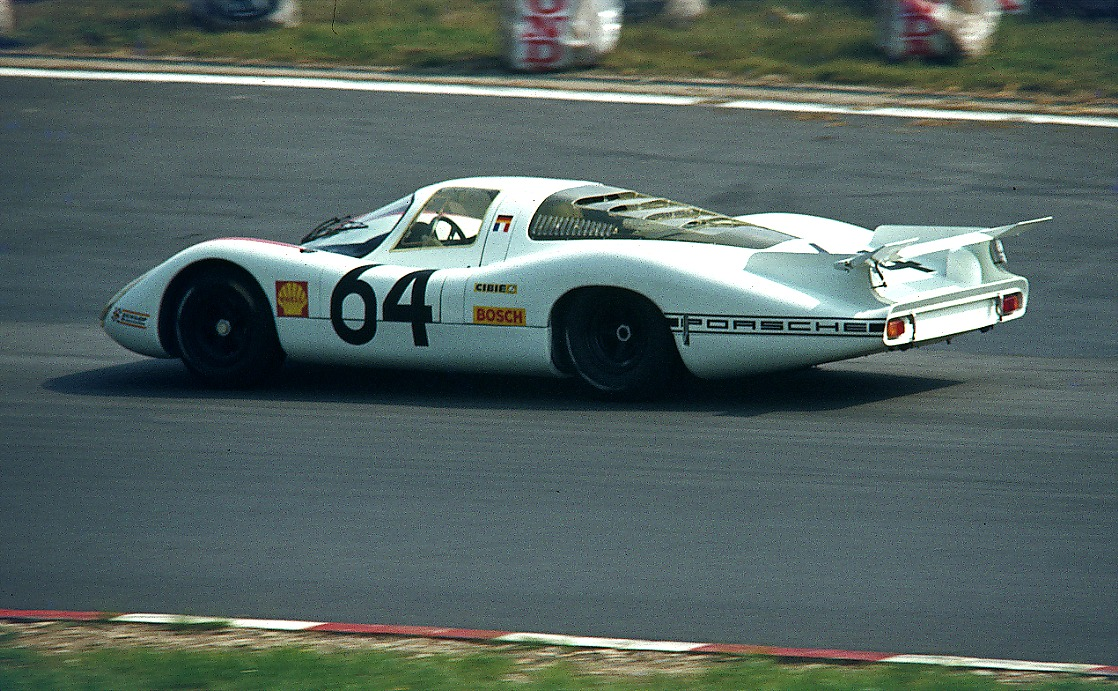
La Porsche 908 Langheck de 1969.

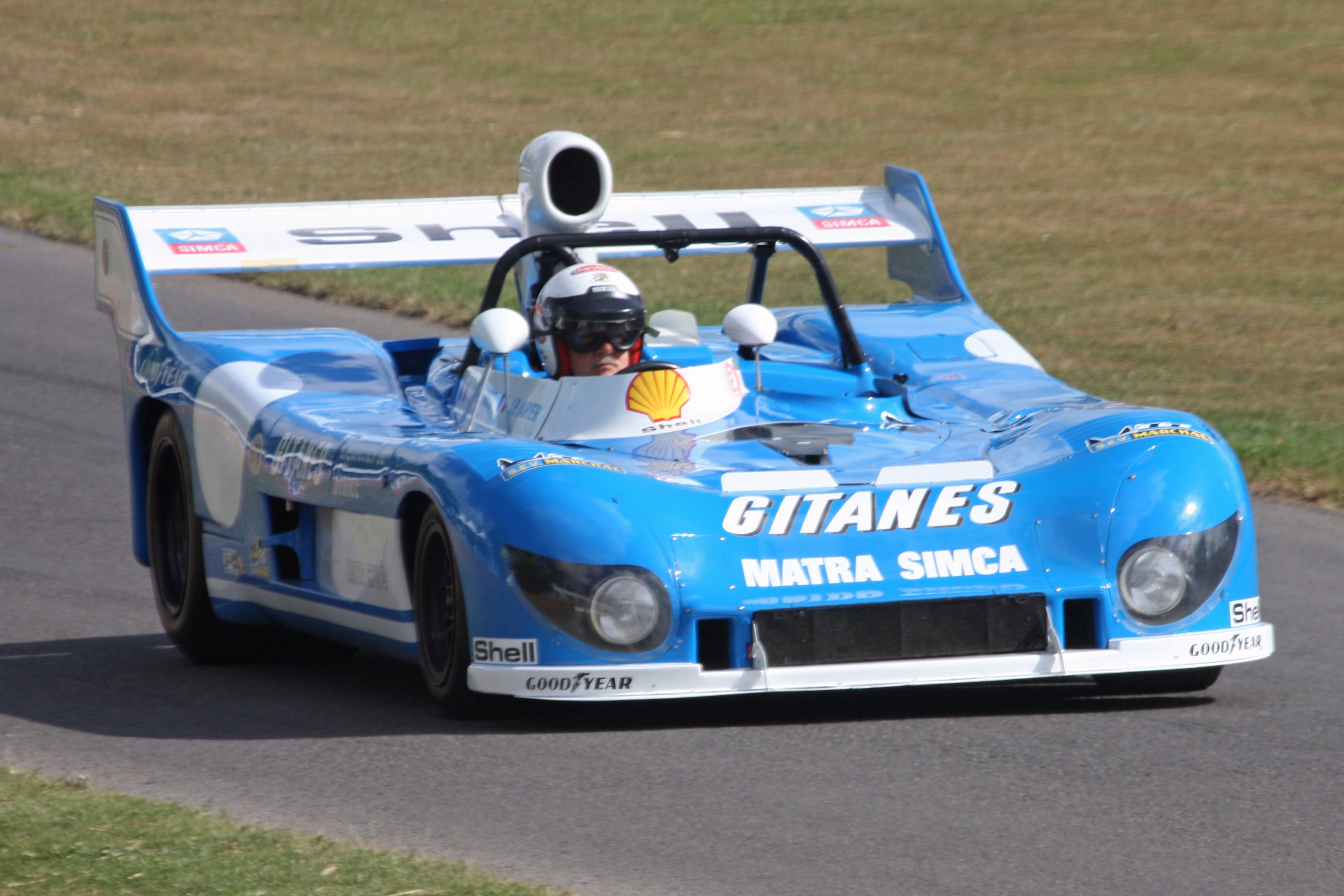
La Matra-Simca MS670B de 1974.

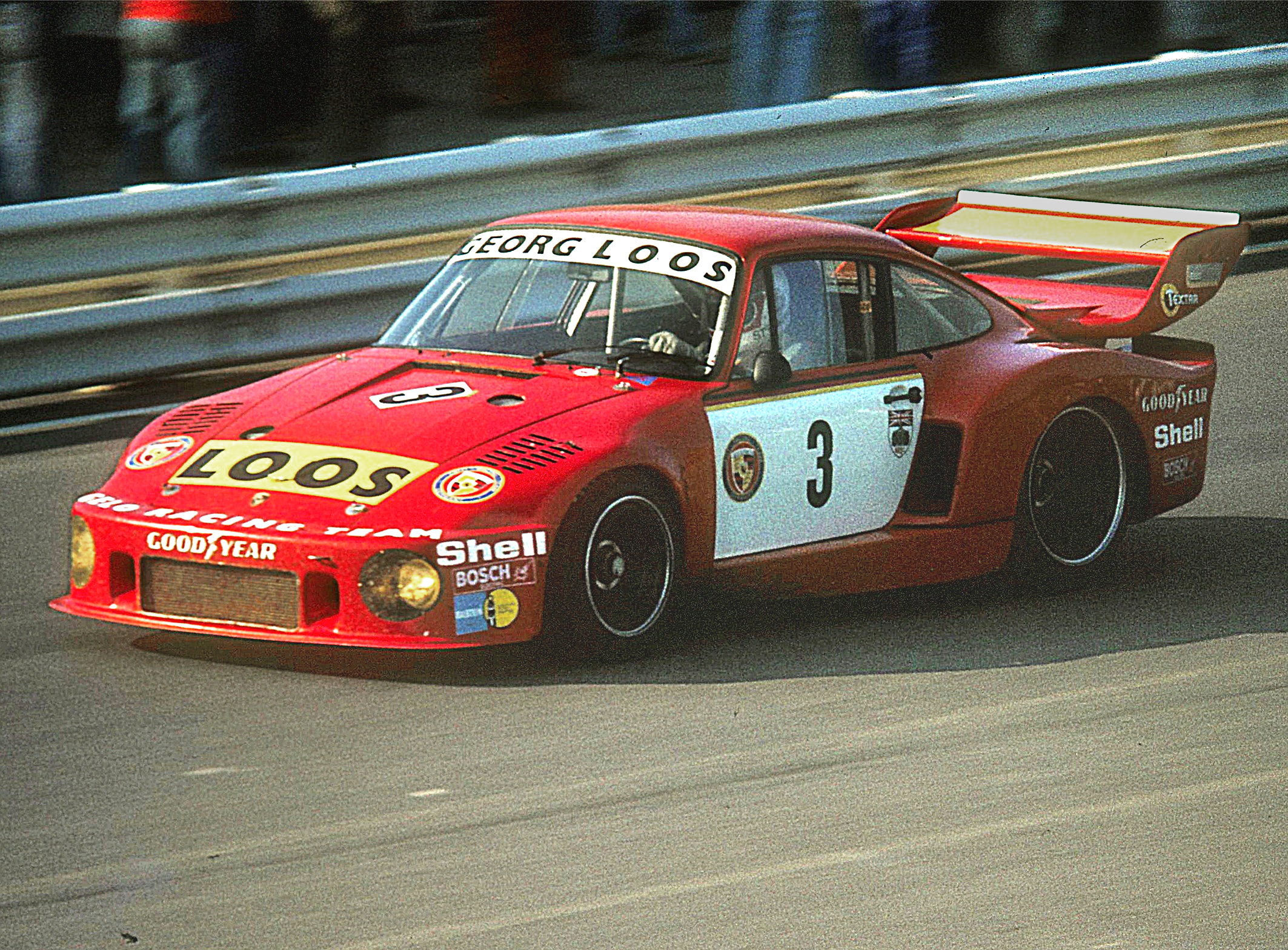
Rolf Stommelen sur Porsche 935 en 1977 (1000 kilomètres du Nürburgring, Grand Tourisme).

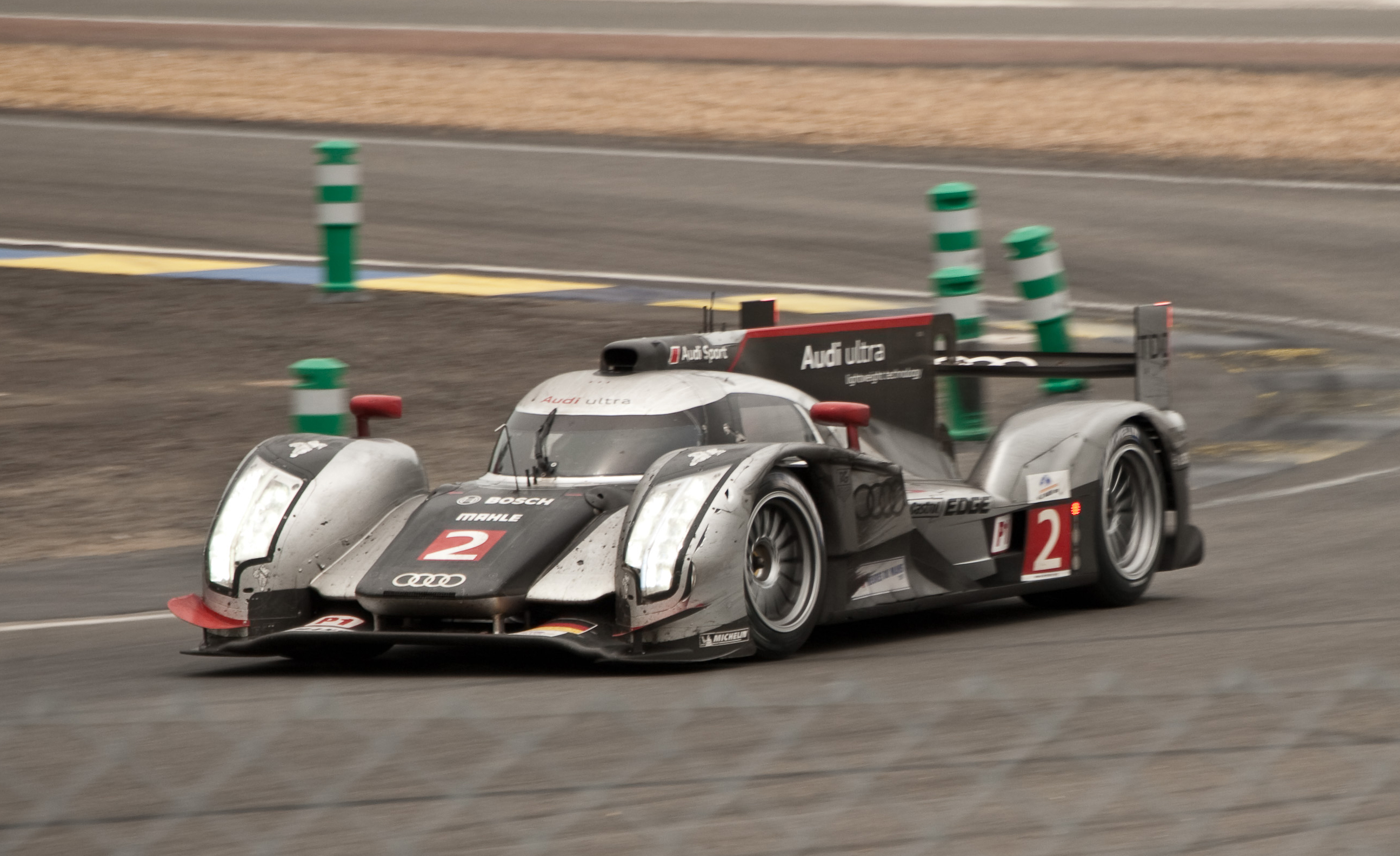
L'Audi R18 TDI victorieuse au Mans en 2011.

Parmi les courses modernes les plus réputées, on trouve les 24 Heures du Mans, les 12 Heures de Sebring (naissance en 1952, deux ans avant les éphémères 6 Heures GT de Torrey Pines qui auront lieu à trois reprises jusqu'en 1956), et les 24 Heures de Daytona (naissance en 1962 sur une durée de trois heures). Elles appartiennent soit au championnat du monde d'endurance FIA, soit au United SportsCar Championship. Le premier pilote à remporter les trois épreuves sur les durées de courses admises les plus élevés (une officieuse « triple couronne » d'endurance pour le monde anglo-saxon) est Hans Herrmann en 1970. Hurley Haywood a réussi à remporter dix courses lors de ces trois compétitions, suivent Jacky Ickx et Al Holbert avec neuf réussites chacun. D'autres grands noms du sport automobile se sont imposés dans les trois après 1964, tels A. J. Foyt ou Mauro Baldi. En Europe, outre les 24 Heures du Mans (32 fois, l'épreuve devenue la plus prestigieuse, remportée à neuf reprises par Tom Kristensen), le circuit du Nürburgring a accueilli durant 35 ans — et celui de Monza avec ses 1 000 kilomètres durant 27 — des compétitions durant les quarante années du championnat Sport mondial (sous diverses déclinaisons horaires, dont les 1 000 kilomètres), les 1 000 km de Spa ayant été admis 24 fois dans le calendrier. Jacky Ickx a inscrit 19 fois son nom dans les quatre épreuves européennes citées et les deux américaines (en répertoriant les 6 Heures de Daytona, seules organisées en l'année 1972), alors que Mauro Baldi l'a également remporté sur ces six circuits (à sept reprises en versions longues, et lors des 480 kilomètres du Nürburgring, des distances de moins de 500 km y étant seules admises durant trois ans) ; hors Sebring, Derek Bell est quatorze fois vainqueur, et Henri Pescarolo huit (le Nürburgring de 1986 étant également raccourci); hors Le Mans, Brian Redman gagne treize fois les cinq autres épreuves. Outre les 31 victoires du constructeur Porsche au championnat, Ickx (1981 et 1982 / 1984), Bell (1985 et 1986 / 1983) et Jean-Louis Schlesser (1989 et 1990 / 1988) ont été les trois pilotes double champion et vice-champion de celui-ci, à compter de 1981 (date de l'apparition d'un championnat individualisé) ; Bob Wollek est quant à lui le seul vainqueur d'un Championnat d'Europe d'endurance, en 1983 (huit épreuves longues).
Durant les années 1950, en Italie, se disputent les 6 Heures (vainqueur Giovanni Bracco) puis les 12 Heures de Pescara de 1951 à 1953, les 10 Heures de Messine entre 1952 (premiers vainqueurs Franco Cornacchia et Clemente Biondetti) et 1958, et les 6 Heures de Castelfusano (près de Rome) en 1954 (vainqueur Piero Scotti). En Angleterre, les 9 Heures de Goowood se déroulent entre 1952 (vainqueurs Peter Collins et Pat Griffith) et 1955, avec une fin de course spécifiquement nocturne. En Afrique du Nord existent à l'époque les 12 Heures de Casablanca (1952 et 1953), alors qu'en Afrique du Sud les 9 Heures de Kyalami (ou « 9 Heures de Johannesburg ») apparaissent en 1958. En 1956 et 1957, la distance du Grand Prix de Suède est portée à 1 000 kilomètres à Kristenstad pour être inclus en championnat du monde. En France, les 12 Heures de Hyères apparaissent en 1951, les 12 Heures de Reims en 1953 (en Championnat du monde des voitures de sport en 1964), les 1 000 kilomètres de Paris en 1956 (en mondial en 1962), les 6 Heures du Castellet en 1970 (en mondial en 1974), et les 1 000 km de Dijon en 1973 (en mondial la même année). En Belgique (où se disputent aussi les 12 Heures de Huy entre 1954 et 1969), lors de la décennie suivante les 24 Heures de Spa de Touring Cars sont incluses dans un éphémère Championnat du monde des voitures de tourisme 1987. En Amérique du Sud, les 1 000 kilomètres de Buenos Aires s'imposent en championnat mondial dès leur création en 1954, les 1 000 kilomètres de Caracas en 1957 (édition unique sous forme longue du Grand Prix du Venezuela), les Mil Milhas Brasileiras, toujours courus de nos jours, naissent quant à eux en 1954, et plusieurs épreuves plus ou moins suivies apparaissent ensuite au Brésil durant les années 1960 (1 000 kilomètres de Brazilia en 1963, 6 Heures de Curitiba en 1964, 12 Heures d'Interlagos en 1965, 1 000 kilomètres de Guanabara en 1966, 12 Heures de Porto Alegre en 1968...). Au Canada les 6 Heures de Mosport GT apparaissent en 1965 (vainqueurs alors Eppie Wietzes et Craig Fisher). En Australie, les 12 Heures (1966 et 1967) puis 6 Heures (1968) de Surfers Paradise en GT sont remportées par Jackie Stewart et Andy Buchanan dès la première organisation de la course, et la Bathurst 1000 connait en 1973 sa distance longue définitive.
Alors qu'il existait un championnat du monde des voitures de sport de 1953 à 1992 (incorporant également des courses de côte au milieu des années 1960, et même quelques épreuves éphémères malgré la notoriété du circuit, comme à Hockenheim en 1985), aucun titre mondial spécifique aux courses longues ne fut décerné durant dix-neuf saisons avant le lancement en 2012 du championnat du monde d'endurance FIA par l'ACO et la FIA. Dans l'intervalle furent reprises quelques épreuves longues dans le championnat FIA des voitures de sport (ISRS/SportsRacing World Cup, 1998-2003) puis tout spécifiquement pour composer en 2004 les Le Mans Endurance Series (LMES) (devenues Le Mans Series - LMS - en 2006, puis European Le Mans Series - ELMS - en 2012) des voitures de sport, ainsi que pour une part des calendriers internationaux Grand Tourisme -alors séparés- des BPR Global GT Series (1994-1996) puis rarement -comme au Japon (Suzuka) ou en Belgique (Spa)- dans le championnat FIA GT, les épreuves étant désormais très majoritairement de quatre heures (1997-2009, devenu Championnat du monde FIA GT1 de 2010 à 2012), tous essentiellement européens ; les Américains participent quant à eux à des championnats différents depuis la fin du XXe siècle, comme les American Le Mans Series (ALMS) créées en 1999, le Grand-Am créé en 2000, ou les Rolex Sports Car Series pour quelques courses longues. En 2014, les American Le Mans et Rolex Sports Car Series ont fusionné pour donner naissance à l'United SportsCar Championship (incluant désormais le NAEC). L'Asie organise de son côté les Asian Le Mans Series depuis 2009, initialement de façon discontinue. Les 24H Series sont quelques courses annuelles ouvertes aux équipes moins argentées, et depuis 2011 les GT ont le championnat spécifique des Blancpain Endurance Series.

### Championnats internationaux
- Championnat du monde des voitures de sport (1953-1992)
- Championnat IMSA GT (1971-1998)
- Intercontinental Le Mans Cup (2010-2011)
- Championnat du monde d'endurance FIA (2012-)
- European Le Mans Series (2004-)
- American Le Mans Series (1999-2013)
- Rolex Sports Car Series (2000-2013)
- United SportsCar Championship (2014-)
- Asian Le Mans Series (2009-)
- 24H Series (2008-)
- Blancpain Endurance Series (2011-)
- Intercontinental GT Challenge (2016-)

### Principales courses
- Coppa Florio (1905, reprise en 1975 à Enna)
- Targa Florio (1911 en version longue)
- 24 Heures du Mans (1923)
- 24 Heures de Spa (1924)
- 24 Heures de Daytona (1962 ; 24 heures en 1966)
- 24 Heures du Nürburgring (1970)
- 24 Heures de Zolder (1983)
- 24 Heures de Dubaï (2006)
- 12 Heures de Sebring (1952)
- 12 Heures de Reims (1953)
- 12 Heures de Bathurst (1991)
- 12 Heures de Sepang (2000)
- Mille Miglia (1927)
- Petit Le Mans (1998)
- 9 Heures de Kyalami (1958)
- 1 000 kilomètres de Monza (1949 ; 1 000 kilomètres en 1954)
- 1 000 kilomètres de Buenos Aires (1954)
- 1 000 kilomètres du Nürburgring (1953 ; 1 000 kilomètres en 1956)
- 1 000 kilomètres de Paris (1956)
- 1 000 kilomètres de Spa (1963)
- 1 000 kilomètres de Brands Hatch (1963)
- 1 000 kilomètres de Zeltweg (1966 ; 1 000 kilomètres en 1969)
- Bathurst 1000 (1960 ; 1 000 kilomètres en 1973)
- 1 000 kilomètres de Dijon (1973)
- 6 Heures de Watkins Glen (1948)
- 6 Heures d'Imola (1968)
- 6 Heures du Castellet (1970)
- 6 Heures de Silverstone (1976)
- 6 Heures de Fuji (1967)
- 6 Heures de Bogota (1985)

## Endurance motocycliste

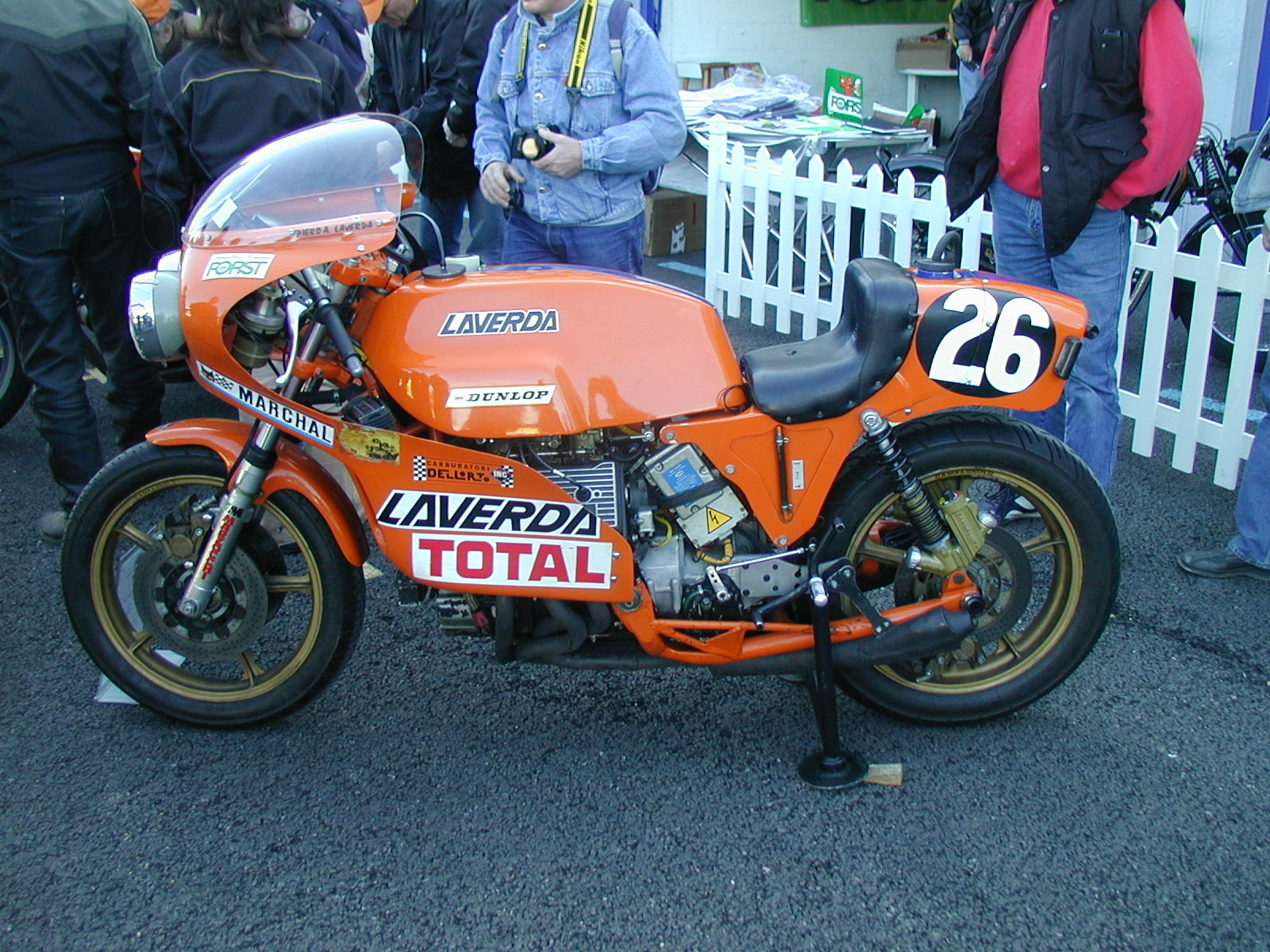
La Laverda V6 de 1977 développée pour l'endurance.

Les plus importantes courses, comme les 24 Heures Moto ou le Bol d'or en France font partie du Championnat du monde d'endurance moto.
Le Bol d'or est à l'origine des courses d'endurance motocycliste avec une création en 1922 par Eugène Mauve sur un circuit situé à Vaujours en Île-de-France. Il s'agissait à l'origine d'une course mixte avec des autos et des motos. Après avoir été organisée sur divers sites de la région parisienne cette course a pris domicile sur le circuit Bugatti de 1971 à 1977, sur le circuit Paul-Ricard de 1978 à 1999 et sur le circuit de Nevers Magny-Cours depuis 2000.
La Coupe d'Endurance FIM a été créée en 1960 et face à la popularité grandissante de ces compétitions cette coupe est devenue le Championnat d'Europe en 1976, puis le Championnat du monde d'endurance moto en 1980.

### Championnat international
- Championnat du monde d'endurance moto

### Principales courses
- 24 Heures Moto
- Bol d'or
- 24 Heures de Liège moto
- 8 Heures de Suzuka

## Endurance camions
Les 24 Heures Camions sont la principale course de camions d'endurance en France.

## Endurance motonautique

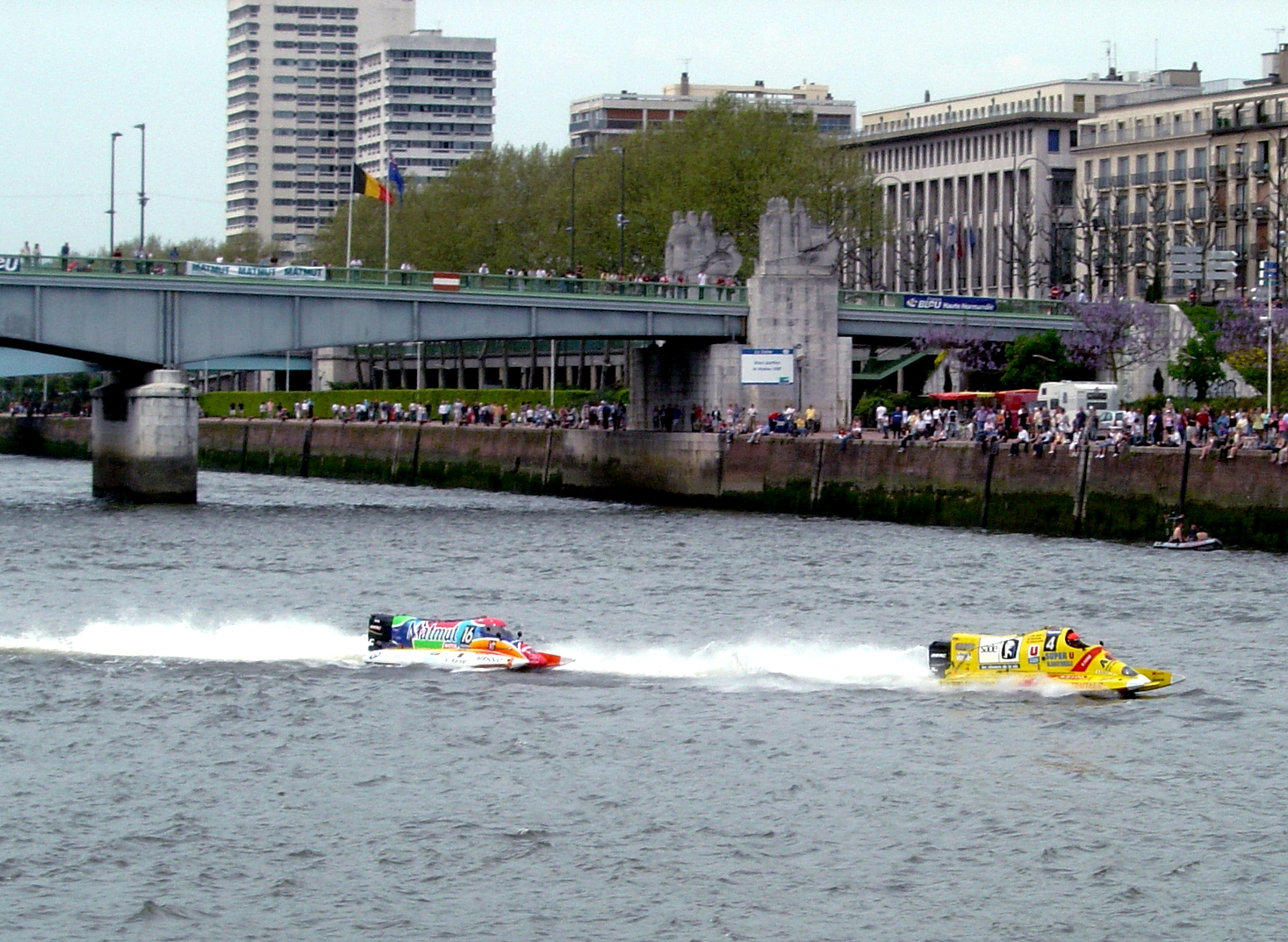
Les 24 Heures motonautiques de Rouen

Les 24 Heures motonautiques de Rouen sont la principale course de motonautisme d'endurance en France. Les 6 heures motonautiques de Paris, aujourd'hui disparues, étaient une autre course d'endurance motonautique réputée.